# Außerordentlicher FDP-Bundesparteitag 2021
Koordinaten: 52° 28′ 27″ N, 13° 27′ 34″ O

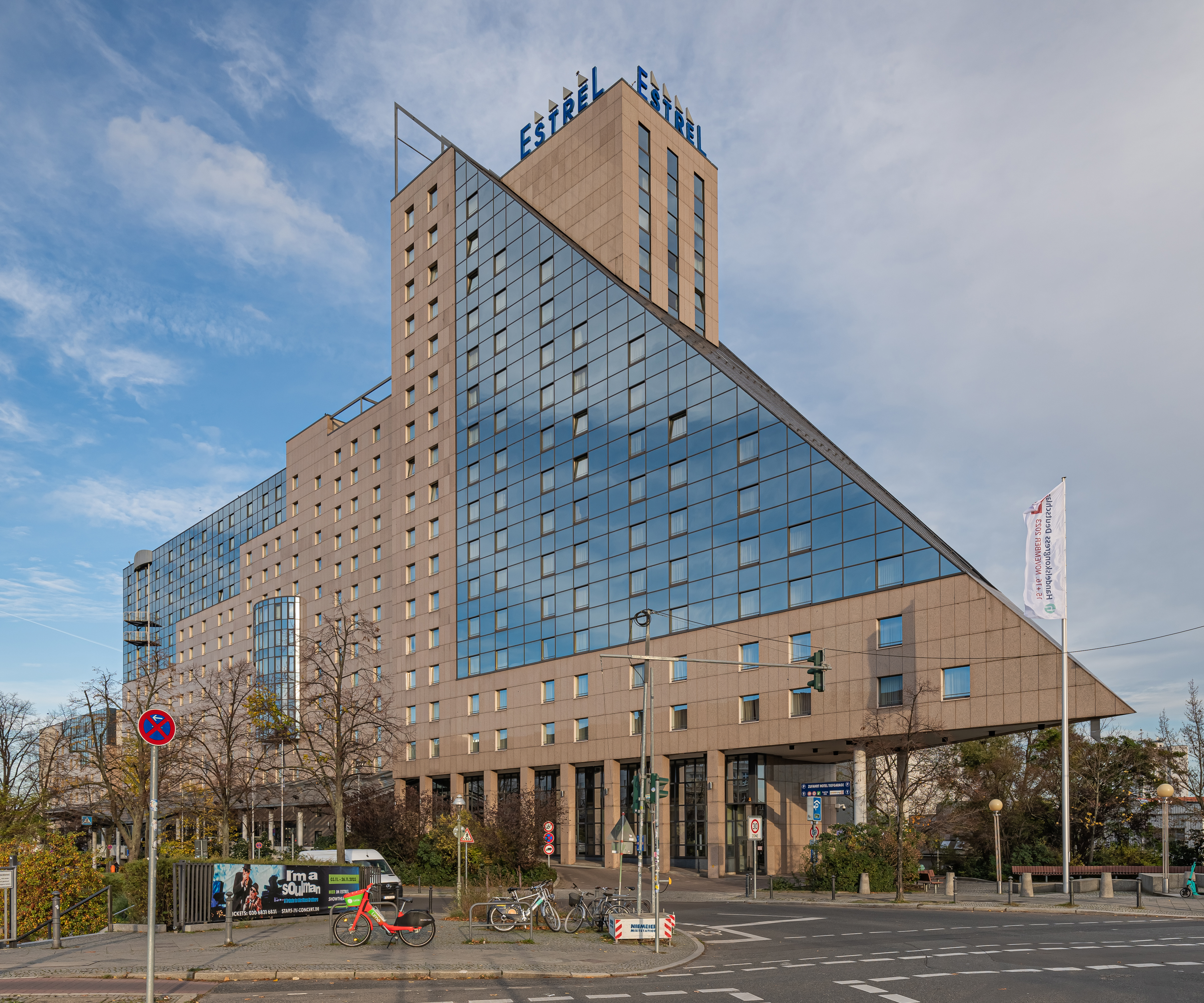
Das Tagungshotel Estrel in Berlin

Der außerordentliche FDP-Bundesparteitag 2021 der FDP fand am 19. September 2021 im Estrel Congress & Messe Center, Berlin, statt. Es handelte sich um den 27. außerordentlichen Bundesparteitag der FDP in der Bundesrepublik Deutschland.

## Ablauf
Auf dem Parteitag wurde zu den eine Woche später stattfindenden Landtagswahlen in Mecklenburg-Vorpommern und in Berlin aufgerufen sowie ein Wahlaufruf zur Bundestagswahl 2021 beschlossen.